# Shields Warren
Shields Warren (Cambridge, Massachusetts, 26 de fevereiro de 1898 – Mashpee, Massachusett, 1 de julho de 1980) foi um patologista estadunidense. Foi um dos primeiros a estudar a patologia da cinza nuclear.

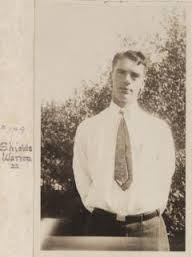
Shields Warren

## Obras
- Exposure Rates and Protective Measures against Radiation. Warren, Shields. (15 February 1963). Exposure Rates and Protective Measures against Radiation. Proceedings of the American Philosophical Society. Vol. 107, No. 1: 18-20.
- Collected Reprints. Shields Warren. (1921). Pathology.
- Sanitary Survey of Rochester, New Hampshire, 1922. Shields Warren. Harvard University Press, (1922). 114 pages.
- The Sanitary Survey as an Instrument of Instruction in Medical Schools. Milton Joseph Rosenau, Shields Warren. (1924). 11 pages.
- Medical Science for Everyday Use. Shields Warren. Lea & Febiger. (1927). 178 pages.
- Synopsis of the Practice of Preventive Medicine: As Applied in the Basic Medical Sciences and Clinical Instruction at the Harvard Medical School. Shields Warren, editor. Harvard University Press, (1929). ISBN 9780674365308. 396 pages.
- Salivary Gland Tumors. Neil W. Swinton, Shields Warren. (1938).
- Tumors of Dermal Appendages. Harvard University. Cancer Commission, Shields Warren, Olive Gates, Wesley N. Warvi. (1943). 79 pages.
- A Handbook for the Diagnosis of Cancer of the Uterus: By Use of Vaginal Smears. Olive Gates, Dr. Shields Warren, George N. Papanicolaou. Harvard University Press. (1947). 182 pages.
- Introduction to Neuropathology. Samuel Pendleton Hicks, Shields Warren. McGraw-Hill. (1950). 494 pages.
- Atomic Bomb Injury—Radiation, Charles Little Dunham, Eugene P. Cronkite, George Veach Le Roy, Shields Warren. Atomic Bomb Casualty Commission. (1951). 13 pages.
- The Cancer Problem. Volume 1 of Series on the early recognition of cancer. Shields Warren. American Cancer Society. (1954). 27 pages.
- National Nuclear Energy Series. Manhattan Project Technical Section. Division 8 - Vol. 8: Medical Effects of the Atomic Bomb in Japan. Ashley W. Oughterson, Shields Warren. McGraw-Hill (1956). 477 pages.
- The Pathology of Ionizing Radiation, 1961. Monograph in the Carl Vernon Weller lecture series. Shields Warren. The University of Michigan. (1961). 42 pages.
- The Pathology of Diabetes Mellitus. Shields Warren, Philip Medford LeCompte, Merle A. Legg. The University of Michigan. (1966). 528 pages.
- Tumors of the Thyroid Gland. Volume 4 of Atlas of tumor pathology: Second series. William A. Meissner, Shields Warren. Armed Forces Institute of Pathology. (1982). 135 pages.